# 172e régiment d'infanterie (3e régiment d'infanterie haut-alsacien)
Pour les articles homonymes, voir 172e régiment.
Le 172e régiment d'infanterie (3e régiment d'infanterie haut-alsacien) est une unité d'infanterie de l'armée prussienne.

## Histoire
L'unité est créée le 31 mars 1897 sous le nom de 172e régiment d'infanterie et est initialement stationnée à Strasbourg. Il est formé à partir des 4e demi-bataillons des 132e (de) et 138e (1er bataillon) et 99e (de) et 143e (2e bataillon) régiments d'infanterie, créés en 1893. Le régiment est subordonné à la 85e brigade d'infanterie de la 30e division d'infanterie.
En 1901, le régiment devient subordonné à la 82e brigade d'infanterie de la 39e division d'infanterie.
Le 27 janvier 1902, Guillaume II émet un ordre militaire stipulant que les unités qui ne sont pas auparavant connues sous le nom d'unités régionales doivent recevoir une extension de nom pour une meilleure différenciation et pour établir une tradition. À partir de ce moment, le régiment s'appelle donc 172e régiment d'infanterie (3e régiment d'infanterie haut-alsacien). En 1907, l'unité est agrandie pour inclure un 3e bataillon, qui est stationné à Neuf-Brisach. À partir de ce moment, elle est divisée en trois bataillons de quatre compagnies chacun. Le 1er octobre 1912, le régiment reçoit une compagnie de mitrailleuses. La même année, l'unité fusionne à Neuf-Brisach.

### Première Guerre mondiale
Durant la Première Guerre mondiale, le régiment est déployé exclusivement sur le front occidental et est , entre autres, chargé de s'impliquer dans la deuxième bataille d'Ypres. Le régiment est stationné au sud du détroit de Menin, devant Ypres. Durant cette période, le cimetière militaire de Koelberg (de) devient pratiquement leur cimetière régimentaire, dont ils prennent le parrainage.

### Après guerre
Après la fin de la guerre, le régiment rentre et arrive à Weida le 18 décembre 1918. La démobilisation y débute le 15 janvier 1919. Une compagnie de volontaires et une compagnie de mitrailleuses volontaires sont constituées à partir de certaines parties du régiment, qui devient ensuite à la mi-février 1919 la 4e compagnie et 2e compagnie MG du corps franc « Eulenberg ». En juin 1919, les deux compagnies de la Reichswehr provisoire sont intégrées au 2e bataillon du 52e régiment d'infanterie de la Reichswehr.
La tradition est reprise par la 8e compagnie du 17e régiment d'infanterie (de) de la Reichswehr par décret du chef du commandement de l'armée, le général d'infanterie Hans von Seeckt, le 24 août 1921.

## Commandants
| Grade                 | Nom                                  | Date                                |
| --------------------- | ------------------------------------ | ----------------------------------- |
| Oberst                | Ulrich von Zanthier (de)             | 31 mars 1897 au 21 mai 1899         |
| Oberst                | Otto Heckert                         | 22 mai 1899 au 17 août 1901         |
| Oberstleutnant/Oberst | Heinrich Geppert                     | 18 août 1901 au 17 avril 1903       |
| Oberst                | Albert Schöpflin                     | 18 avril 1903 au 31 août 1907       |
| Oberst                | Friedrich von Wacholtz (de)          | 1 septembre 1907 au 17 mai 1908     |
| Oberst                | Rudolf von Bercken (de)              | 18 mai 1908 au 20 avril 1911        |
| Oberst                | Friedrich von Dungern                | 21 avril 1911 au 30 septembre 1912  |
| Oberst                | Maximilian von Suter                 | 1 octobre 1912 au 11 octobre 1914   |
| Major                 | Roedenbeck                           | 12 octobre au 7 novembre 1914       |
| Oberstleutnant        | Ludwig von Gemmingen-Guttenberg (de) | 14 novembre 1914 au 10 février 1915 |
| Oberstleutnant        | Otto Wasserfall                      | 11 février 1915 au 31 mars 1916     |
| Oberstleutnant        | Leopold von Rath                     | 1 avril au 9 octobre 1916           |
| Major                 | Schotte                              | 10 octobre au 18 novembre 1916      |
| Oberstleutnant        | Wladislaw Semerak                    | 19 novembre au 30 décembre 1916     |
| Oberstleutnant        | Kurt Panse                           | 31 décembre 1916 au 6 août 1918     |
| Major                 | Johannes Hahn                        | 7 août 1918 au 9 janvier 1919       |
| Oberst                | Armin Koenemann                      | 10 janvier 1919 à la dissolution    |